# 宝物猎人
《宝物猎人》是一个角色扮演类网页游戏。玩家作为一位探险家，勇闯各个神秘地下城与遗迹，寻觅各种传说中的宝物。该游戏由厦门吉之特网络技术有限公司研发。

## 游戏特色
- 写实格斗式的战斗系统。
- 丰富的转职、换装系统。
- 两个联盟阵营。
- 地城寻宝。
- 家园建设。
- 角斗竞技。

## 故事背景
故事描述的是一个幻想风格的架空世界，落后与先进并存，科技与魔法并存，展现了一个平行于近代工业革命年代的幻想舞台，给玩家一个充满想象力的冒险空间。

## 游戏职业
《宝物猎人》中共有3大职业，现阶段已开放其中2大职业，有男女性别可供选择。 在成长过程中可根据武器、专精等差异，延伸出不同的职业特长。

### 剑斗士
作为塞德斯世界最传统的战士，活跃了近千年左右。从小时候的床头故事到图书馆的厚重典籍，到处留传着关于剑斗士的光辉历史。他们可使用多样化的武器，利用最简单的招式重创对手。初期的剑斗士为近程类型职业，作战武器为剑，近身打击技能为主。时至今日的剑斗士们也通过变换不同武器创立了多样化的作战方式。

### 枪械师
根据史料记载，火药是由古代的炼金术师们发明的，他们为了战争的需要而去炼制一种更坚固的材料，却在这个过程中发明了火药。但是由于材料昂贵等缺点导致了实用性大大下降，所以在古战场中鲜有使用。“蒸汽时代”的来临却彻底临颠覆了原始火药的配制过程，可以肯定的是近年来各种火药的衍生物一一诞生。能熟练使用这些新型武器的战士我们称为枪械师，他们的初期武器为手枪，远程射击技能为主，随着局势的改变也诞生了许多拿着不同武器的新型枪械师。